# La Joie imprévue
La Joie imprévue est une comédie en un acte et en prose de Marivaux créée pour la première fois le 7 juillet 1738 par les Comédiens italiens à l’Hôtel de Bourgogne.

## Personnages
- M. Orgon.
- Madame Dorville.
- Constance, fille de madame Dorville.
- Damon, fils de M. Orgon, amant de Constance.
- Le chevalier.
- Lisette, suivante de Constance.
- Pasquin, valet de Damon.

## L’intrigue
Damon a perdu au jeu la plus grande partie de l’argent qu’on lui avait confié, non pour s’équiper en militaire, mais pour s’acheter une charge. S’il n’a pas perdu davantage, c’est que son adversaire ne veut jouer qu’argent comptant, et que l’argent de Damon est chez un notaire. Il se rend donc, dans l’espoir d’une revanche, le chercher, mais perd tout encore. La « joie imprévue » est que le partenaire de Damon, qui s’est caché sous un domino, n’est pas le chevalier fripon, mais son propre père. Ce dernier ne s’en tient d’ailleurs pas là, il achète une charge à son fils et le marie à son gré à une charmante petite personne fort éprise de lui et qui a résisté intrépidement à toutes les taquineries qu’on a fait pleuvoir sur elle.

## Source
- Jean Fleury, Marivaux et le marivaudage, Paris, Plon, 1881, p. 106-4